# 富山港駅
富山港駅（とやまこうえき）とは、かつて富山県富山市西宮海岸通りにあった日本国有鉄道富山港線の駅（廃駅）である。

## 歴史

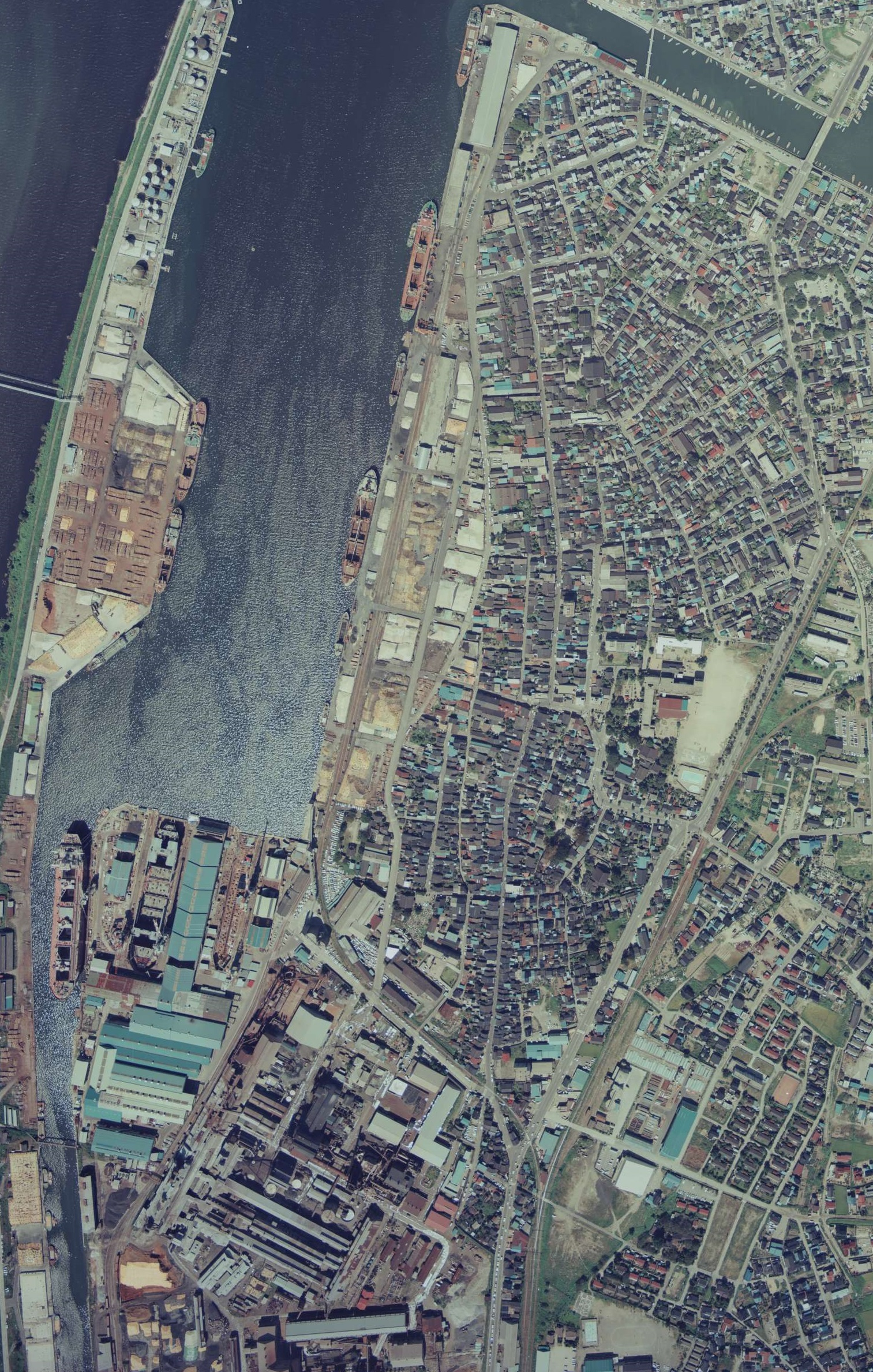
1975年（昭和50年）9月6日に撮影した当駅周辺の航空写真

東岩瀬港においては1922年（大正11年）4月より着手した第一期拡張工事が、1928年（昭和3年）3月に完了して1,000トン級汽船の入港が可能となり、1929年（昭和4年）4月からは3,000トン級汽船の入港を可能とすべく第二期拡張工事に着手し、これも1936年（昭和11年）3月に竣工した。これによって東岩瀬港における貨物取扱量は、1931年（昭和6年）には移出入合計19,717トンであったが、1934年（昭和9年）には47,639トンにまで増大し、東岩瀬町周辺の工業地帯化も進んでいった。
こうした貨物輸送需要増加の状況を背景として、富岩鉄道は貨物取扱駅の拡大や線路改良工事を進めると同時に、1931年（昭和6年）4月11日に西宮 - 岩瀬埠頭間の鉄道敷設免許を受け、臨港線建設の計画を進めた。そして同社は1936年（昭和11年）12月27日に高等学校前駅（後の蓮町（馬場記念公園前）駅） - 越中岩瀬駅（後の東岩瀬駅）間に西ノ宮信号所（後の萩浦小学校前駅）を設け、そこから岩瀬埠頭駅まで通ずる貨物線を開業させたのである。当初は高等学校前駅より分岐して富岩運河沿いに東岩瀬港に通ずるルートが計画されていたが、同港拡張工事の状況に鑑みこのような形に変更された。これにより富岩鉄道線における貨物輸送量は更に増加していった。
昭和40年代に入るとモータリゼーションによって富山港線における輸送量は貨客共に漸次減少していった。また、オイルショックや産業構造の変化に伴い、富山市北部工業地帯の工場は業種転換や撤退を余儀なくされる事例が相次いだ。このような情勢や国鉄の貨物輸送合理化方針によって1986年（昭和61年）11月1日に富山港線における貨物運輸営業は廃止され、同時に当駅も廃止された。

### 年表
- 1931年（昭和6年）4月11日：富岩鉄道が西宮 - 岩瀬埠頭間の鉄道敷設免許を受ける[5]。
- 1936年（昭和11年）12月27日：富岩鉄道線西ノ宮信号所（後の大広田駅） - 当駅間開通と同時に岩瀬埠頭駅として富山県上新川郡東岩瀬町に開業し、貨物の取扱を開始する[7][12]。『官報』に「旅客運輸ハ設備未完成ニ付本年四月頃開始ノ予定ノ趣ナリ」とあるが[7]、結局旅客運輸営業は行われなかった[12]。
- 1941年（昭和16年）12月1日：富山電気鉄道が富岩鉄道を合併し、同社富岩線の駅となる[13][14]。
- 1943年（昭和18年）
  - 1月1日：富山電気鉄道が富山地方鉄道に社名を変更し、同社富岩線の駅となる[13][14]。
  - 6月1日：富山地方鉄道富岩線の国有化により、鉄道省（国鉄）富山港線の駅となり、富山港駅と改称する[15]。当駅においては車扱貨物に限り取扱を行う[15]。
- 1986年（昭和61年）11月1日：富山港線富山駅 - 当駅間の貨物運輸営業を廃止し[10]、同線大広田駅 - 当駅間を廃止する[11]。

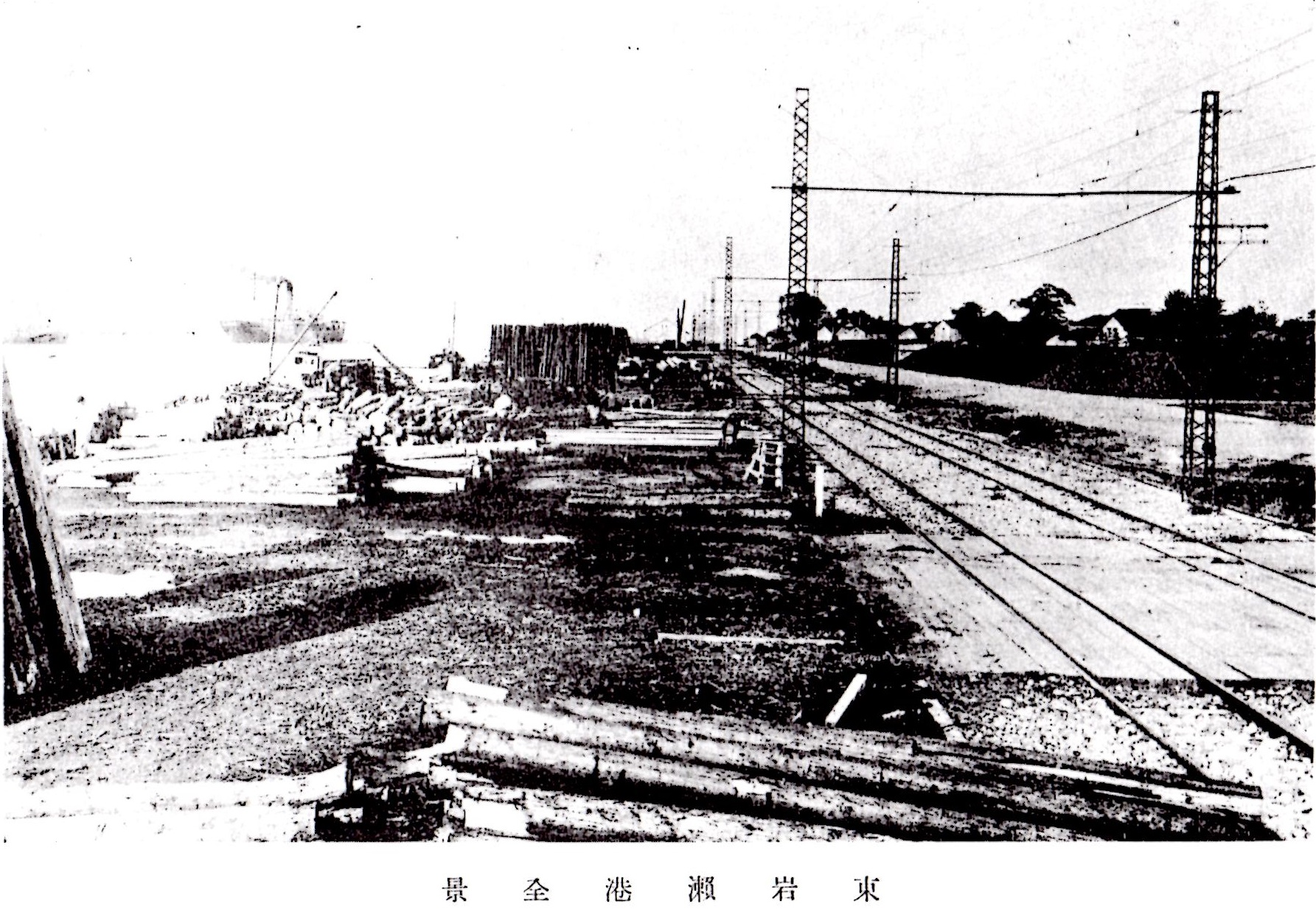
東岩瀬港に伸びる線路
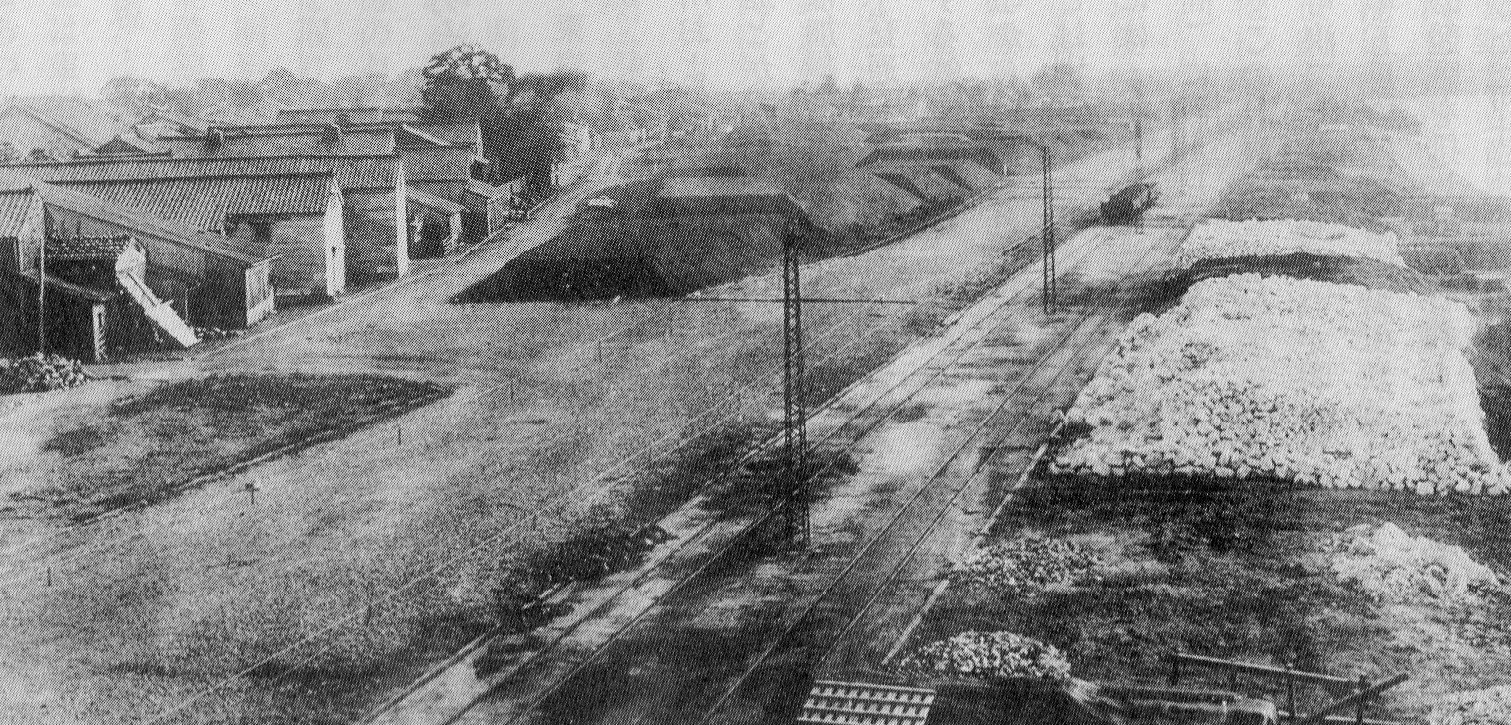
野積場と岩瀬埠頭駅
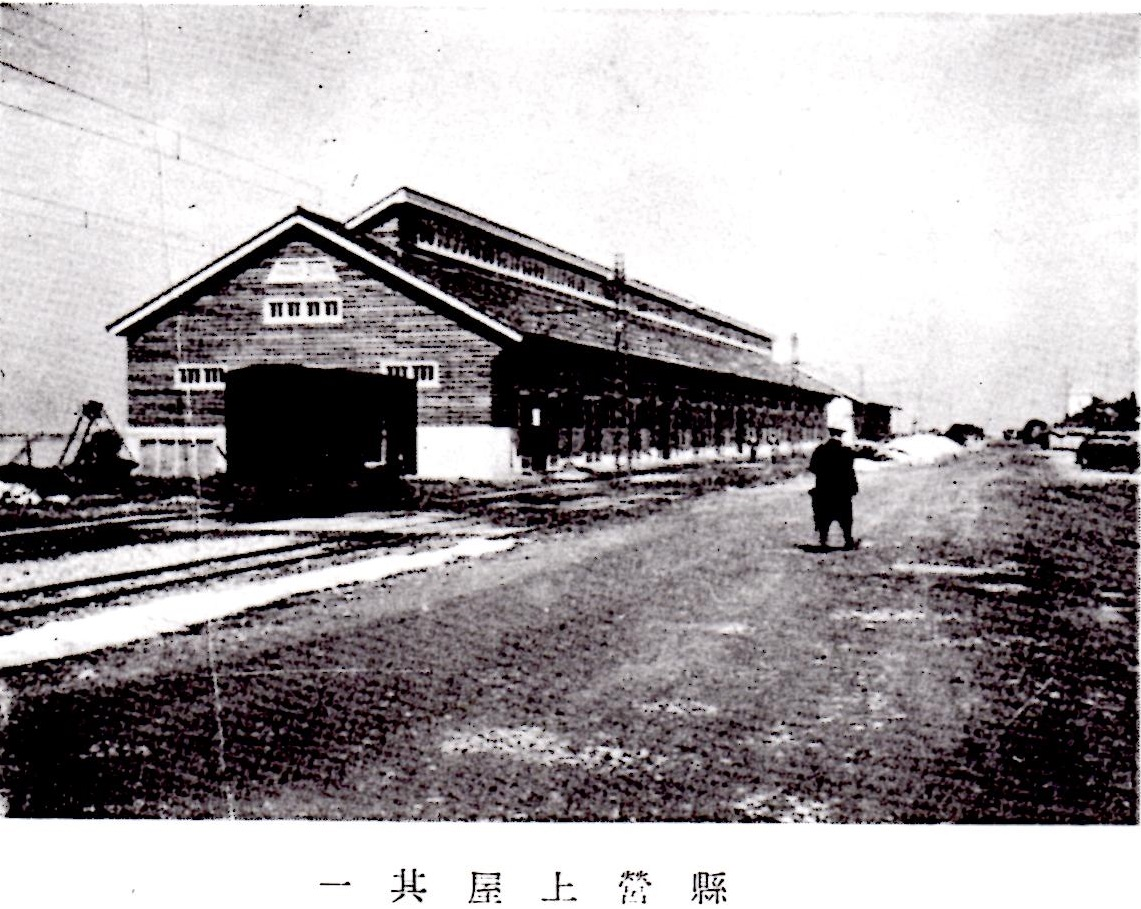
県営貨物上屋
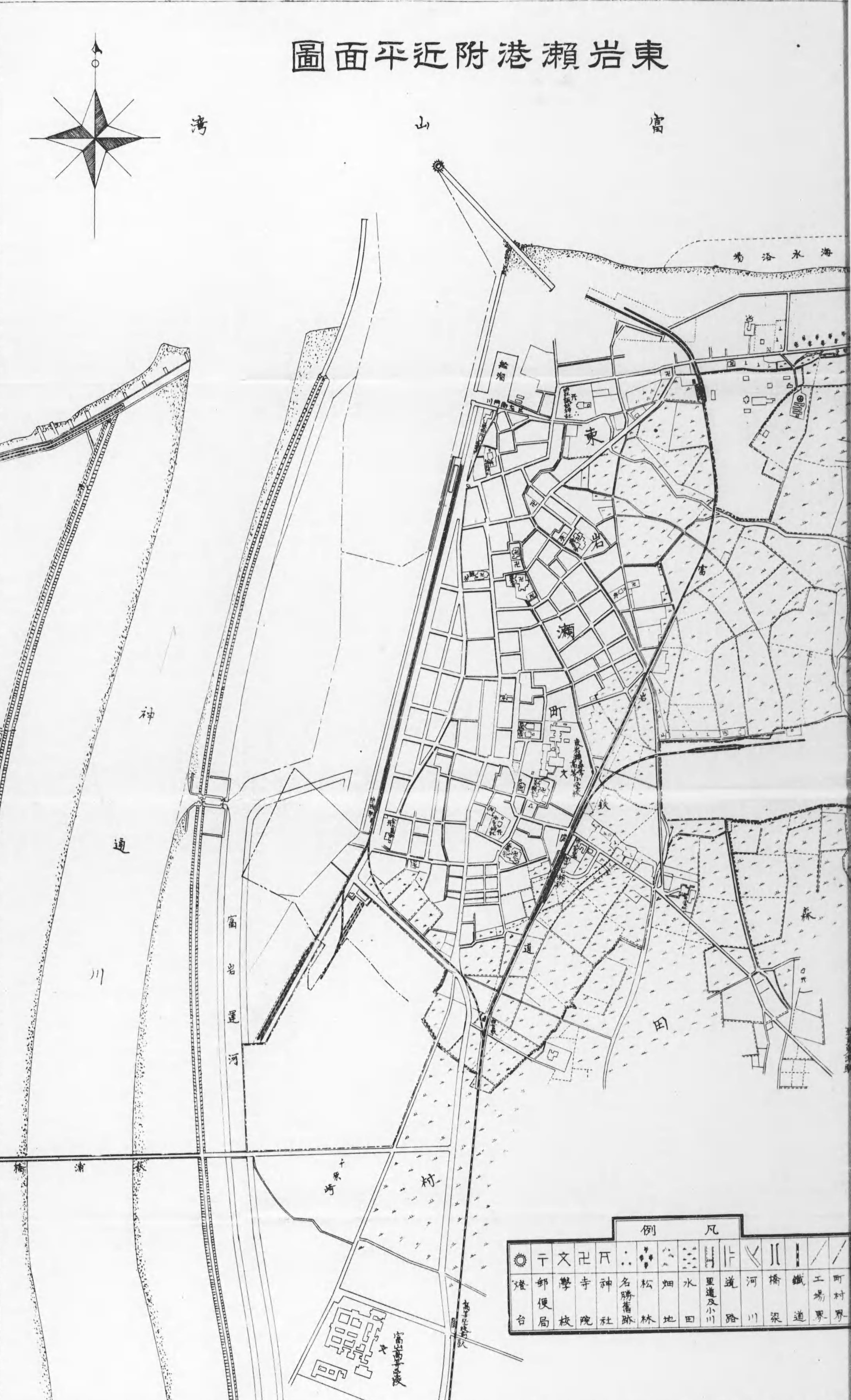
東岩瀬港附近平面図

## 貨物取扱
1951年（昭和26年）12月15日付『鉄道公報』第732号通報「専用線一覧について（営業局）」別表によると、当駅接続の専用線は次の通りであった。
- 昭和電工線（第三者使用：日本通運及び富山通運、動力：私有機関車、作業粁程：0.7粁）
- 日本海船渠工業線（第三者使用：日本通運及び富山通運、動力：国鉄機関車及び手押、作業粁程：0.4粁）

1953年（昭和28年）10月10日付『鉄道公報』第1254号通報専用線一覧別表掲載中、当駅接続の専用線は次の通りであった。
- 昭和電工線（第三者使用：日本通運及び富山通運、動力：私有機関車、作業粁程：0.8粁）
- 日本海船渠工業線（第三者使用：日本通運、富山通運及び日本海コンクリート工業、動力：国鉄機関車及び手押、作業粁程：0.4粁）

1970年（昭和45年）10月1日現在における当駅接続の専用線は以下の通りであった。
- 昭和電工線（通運事業者等：日本通運及び富山通運、動力：日本通運所有機関車、作業粁程：0.8粁、総延長粁程：2.2粁）
- 日本海重工業線（通運事業者等：日本通運及び富山通運、動力：国鉄機関車及び移動機関車、作業粁程：0.5粁（0.4粁（機））、総延長粁程：0.6粁）

1983年（昭和58年）4月1日現在における当駅接続の専用線は以下の通りであった。
- 富山昭和電工線（通運事業者等：日本通運及び富山通運、作業粁程：日本通運所有機関車、作業粁程：0.8粁、総延長粁程：2.0粁）